# Seles (Angola)
Pour les articles homonymes, voir Celes ou Seles.
 Seles    est une des municipalités de la province de Cuanza-Sud en Angola, au bord de l'océan Atlantique.

## Géographie
D'une superficie de 3 101 km², la commune de Seles compte, en 2006, une population de 201 794 habitants.